# マイクロ文字
マイクロ文字とは、ごく微小な文字を線部や図柄の一部などに入れ込む技術である。ルーペを使って確認することができるが、肉眼で識別することも可能である。マイクロ文字は解像度の低い複写機では複製できないことから、当該印刷物の真偽を確認する手段の一つとなる。日本銀行券では、現在発行されているすべての券種に採用されている。
財務省や造幣局のホームページでは公表されていないが、五百円硬貨の表裏に「NIPPON」とマイクロ文字が刻印されている。また、2021年に新たに発行された五百円バイカラー・クラッド貨では、前述のマイクロ文字に加えて、表面の縁に「JAPAN」、左右に「500YEN」の微細文字も刻印されている。

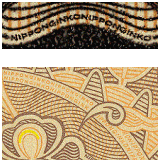
一万円紙幣（E号券）のマイクロ文字

## 主な採用例

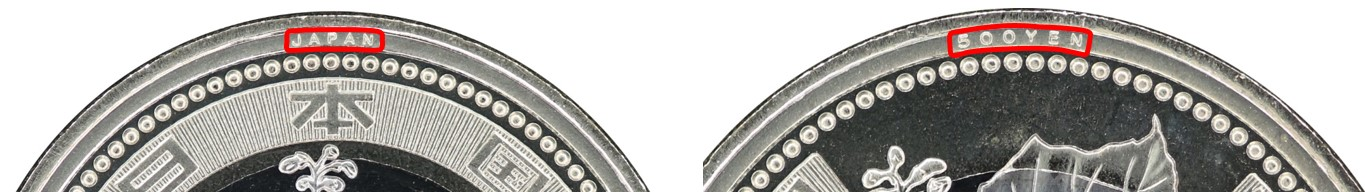
五百円硬貨の微細文字

- 日本銀行券
- 五百円硬貨
- 切手[4]
- パスポート
- 自動車検査証
- 小型船舶操縦免許証